# 洪特
洪特，是匈牙利诺格拉德州所辖的一个村。总面积24.13平方公里，总人口526，人口密度21.8人/平方公里（2011年1月1日）。